# Fair Oaks (Oregon)
Fair Oaks az Amerikai Egyesült Államok északnyugati részén, Oregon állam Douglas megyéjében, a Driver-völgyben és a Calapooya patak mentén, Sutherlin és Nonpareil között elhelyezkedő statisztikai település. A 2010. évi népszámláláskor 278 lakosa volt. Területe 4,8 km², melynek 100%-a szárazföld.
A közösség nevét a környező tölgyfákról kapta. Postahivatala 1878-tól 1882-ig működött; a levelezést azóta Oakland intézménye bonyolítja.

## Népesség
A 2010-es népszámláláskor  278 lakója, 106 háztartása és 86 családja volt. A népsűrűség 58 fő/km2. A lakóegységek száma 111, sűrűségük 23,1 db/km2. A lakosok 96,8%-a fehér,  1,8%-a indián,   1,1%-a egyéb, 0,4%-a pedig kettő vagy több etnikumú. A spanyol vagy latino származásúak aránya 5,8% (5,4% mexikói,   0,4% egyéb spanyol vagy latino származású.)
A háztartások 18,9%-ában élt 18 évnél fiatalabb. 68,9% házas, 9,4% egyedülálló nő, 2,8% egyedülálló férfi, 18,9% pedig nem család. 17,9% egyedül élt; 7,6%-uk 65 éves vagy idősebb. Egy háztartásban átlagosan 2,62 személy élt; a családok átlagmérete 2,91 fő.
A medián életkor 50 év volt. Lakóinak 20,5%-a 18 évesnél fiatalabb, 4,7% 18 és 24 év közötti, 14,4%-uk 25 és 44 év közötti, 28,8%-uk 45 és 64 év közötti, 21,2%-uk pedig 65 éves vagy idősebb. A lakosok 47,5%-a férfi, 52,5%-a pedig nő.

## Fordítás
Ez a szócikk részben vagy egészben  a   Fair Oaks, Oregon című angol Wikipédia-szócikk ezen változatának fordításán alapul.  Az eredeti cikk szerkesztőit annak laptörténete sorolja fel. Ez a jelzés csupán a megfogalmazás eredetét és a szerzői jogokat jelzi, nem szolgál a cikkben szereplő információk forrásmegjelöléseként.